# Steindachnerina biornata
Steindachnerina biornata és una espècie de peix de la família dels curimàtids i de l'ordre dels caraciformes.

## Morfologia
- Els mascles poden assolir 18,8 cm de llargària total i 98,7 g de pes.[5]

## Hàbitat
Viu en zones de clima temperat.

## Distribució geogràfica
Es troba a Sud-amèrica: rius costaners de Rio Grande do Sul (Brasil), Uruguai, riu Uruguai a Santa Catarina (Brasil) i rius Paranà i Paraguai.